# Planodes toekanensis
Planodes toekanensis là một loài bọ cánh cứng trong họ Cerambycidae.